# Chrysopidae
Famille
Les Chrysopidae (du grec khrusôpós, « à l'œil d'or », en référence aux yeux dorés de nombreuses espèces) sont une famille d'insectes appartenant à l'ordre des névroptères qui comprend 85 genres et entre 1 300 et 2 000 espèces. Les membres des genres Chrysopa et Chrysoperla sont très fréquents en Amérique du Nord et en Europe.
Certaines espèces telles que la chrysope verte, dont les larves se nourrissent de pucerons, sont utilisées comme auxiliaires des cultures en lutte biologique et particulièrement en agriculture biologique.

## Description et écologie

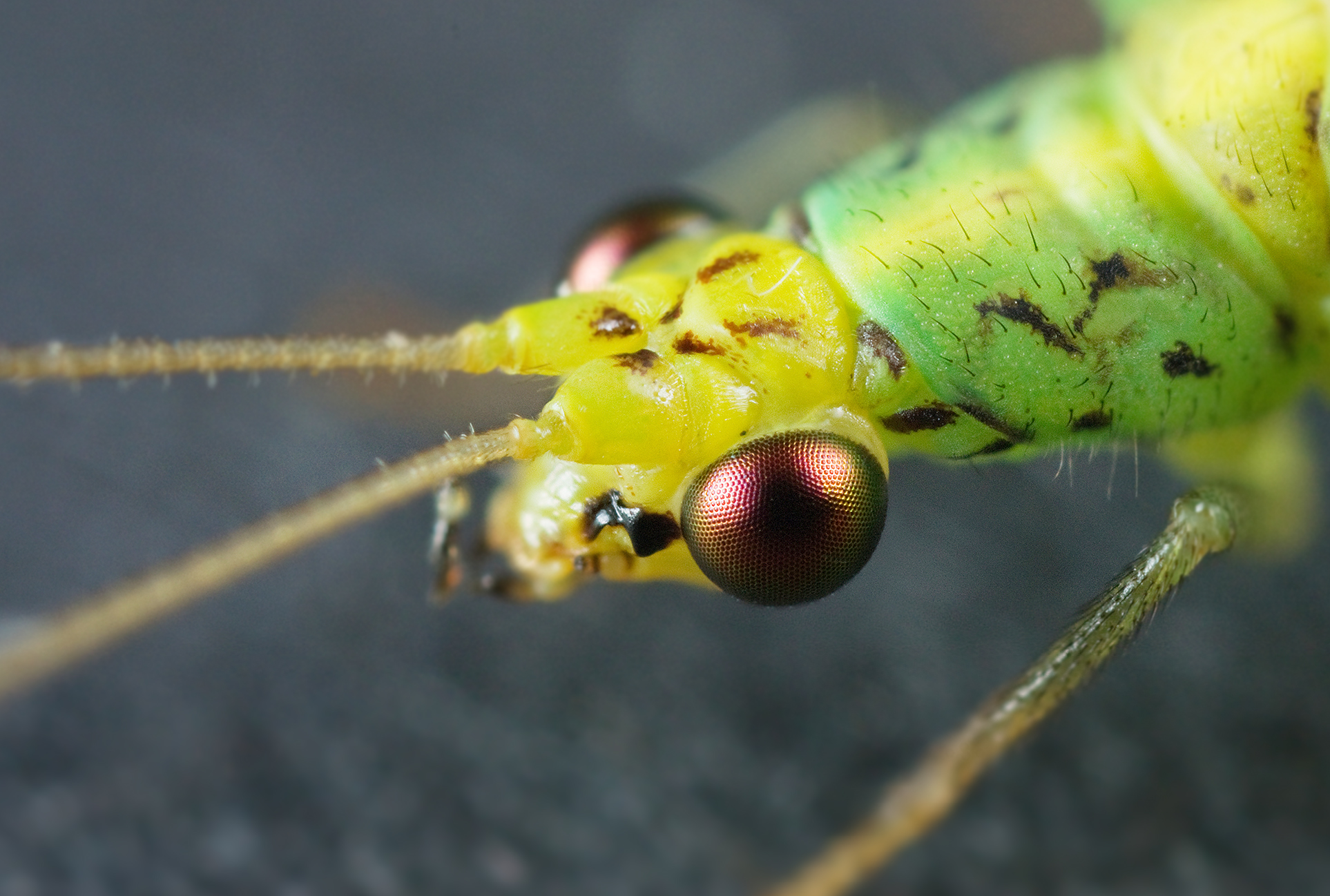
Yeux développés chez la chrysope Apertochrysa edwardsi.

Les chrysopes sont des insectes délicats qui mesurent entre 6 et 65 mm. Leur couleur varie de vert clair à vert brun. Elles ont de grands yeux bien développés et des pièces buccales du type broyeur. Les ailes sont translucides, de forme ovale et elles sont caractérisées par de larges cellules.

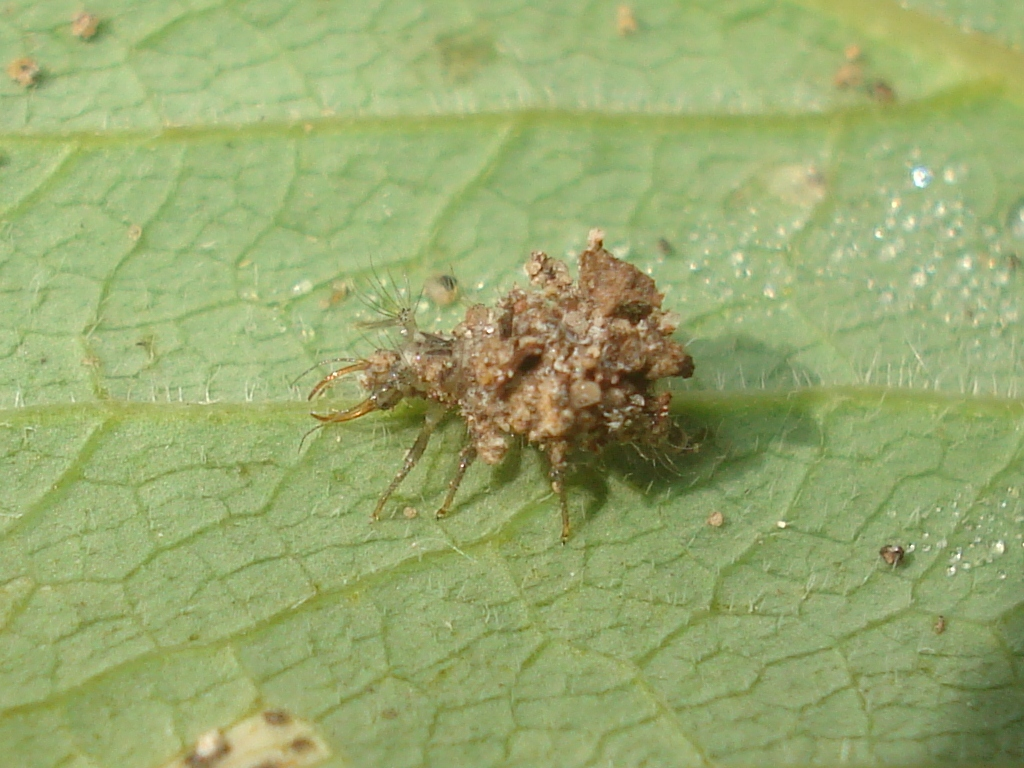
Camouflage avec des débris organiques d'une larve de chrysope.

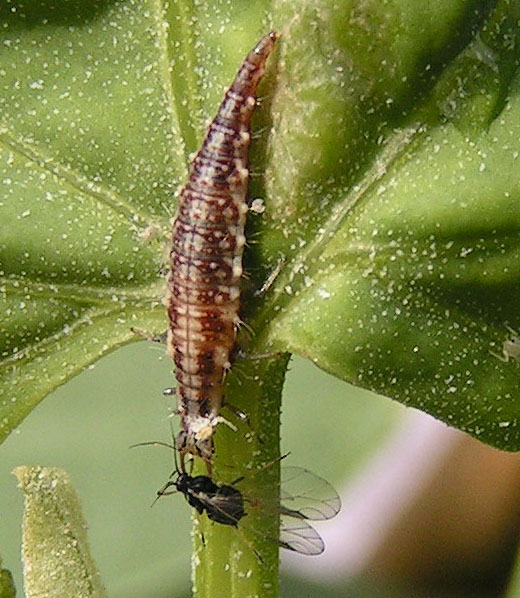
Larve du genre Chrysoperla s'alimentant d'un puceron ailé.

Les larves possèdent de fortes mandibules. Elles ont une forme allongée avec un renflement visible sur le thorax. Elles possèdent de longs poils sur les côtés du corps. Chez certaines espèces, les poils recueillent parfois les débris et les restes de nourriture et permettent aux larves d'élaborer un camouflage.

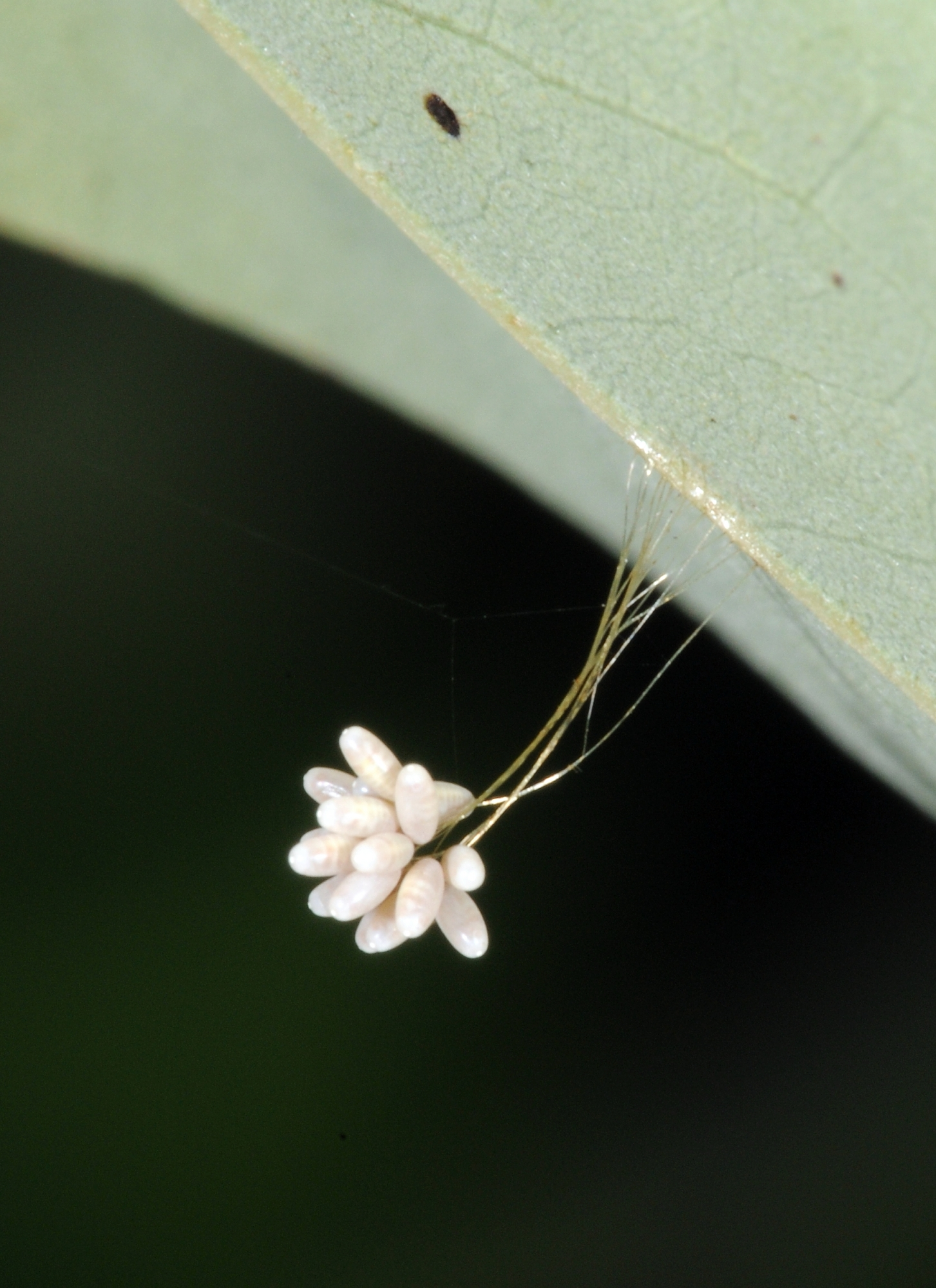
Œufs de chrysope pondus en masse. Les chorions vides des œufs éclos sont blancs, transparents.

Les adultes possèdent des organes sensitifs à la base des ailes antérieures qui leur permettent de capter les sons. Certaines chrysopes sont même capables de détecter les ultrasons des chauves-souris. Les membres de cette famille communiquent par vibration, du substrat ou encore de certaines parties du corps. Ces comportements observés lors des parades nuptiales sont spécifiques à chaque espèce. Par exemple, les espèces Chrysoperla mediterranea et Chrysoperla carnea sont très similaires morphologiquement mais leurs signaux en période de reproduction sont très différents. Certaines espèces du genre Chrysopa libèrent une odeur désagréable lorsqu'elles sont manipulées.
Les adultes sont crépusculaires ou nocturnes. Ils se nourrissent de pollen, du nectar des fleurs et du miellat des pucerons. Ils complètent leur alimentation par des acariens phytophages, des pucerons et autres petits arthropodes. Certains genres, comme Chrysopa, sont principalement prédateurs. D'autres se nourrissent exclusivement du nectar et des substances organiques.
Les larves sont des prédateurs généralistes voraces et s'attaquent à la plupart des insectes de taille similaire, particulièrement ceux à corps mou (ex : pucerons, thrips, acariens, chenilles, œufs d'insectes et d'autres arthropodes). Elles capturent leurs proies à l'aide de leurs crochets buccaux en forme de pinces, puis les soulèvent (rendant toute lutte ou fuite impossible) et leur injectent du venin paralysant et des sucs digestifs, avant d'en aspirer le contenu liquide généré par cette digestion externe (de). Cette succion explique qu'il ne reste de leurs proies « vampirisées » que leur exosquelette intact mais vidé de son contenu, la cuticule desséchée étant souvent attribuée à la sécheresse alors qu'il s'agit d'un acte de prédation. Chez certaines espèces, la larve peut dévorer plus de 200 pucerons par semaine. Les larves peuvent parfois mordre l'homme mais elles sont inoffensives. Elles sont connues sous le nom de « lion des pucerons » ou « loup des pucerons ».
Les femelles pondent des œufs attachés à des pédicelles longs et grêles qu'elles font adhérer aux fleurs, brindilles et faces inférieures des feuilles, notamment celles des arbres (contrairement aux Hemerobiidae). Les œufs, dont la couleur varie selon leur état de maturité (vert clair dès la ponte, elle évolue vers le brun-beige à mesure que l'on s'approche de l'éclosion), sont habituellement seuls ou en masse. Le rôle de ce pédoncule (plus long chez cette famille) consiste essentiellement à mettre les œufs hors de portée des prédateurs potentiels, dont les larves de chrysopes elles-mêmes. Une seule femelle peut pondre de 100 à 200 œufs et ceux-ci sont déposés sur les plantes, généralement à proximité des colonies de pucerons. Chaque œuf est accroché à une mince tige qui mesure 1 cm de long. Après l'éclosion, la jeune larve s'alimente de celle-ci. Après 2 à 3 semaines, la larve commence la construction de son cocon. L'adulte en émerge après 1 à 2 semaines, en fonction de la température.
L'espèce de microguêpes Chrysopophthorus hungaricus est un parasitoïde de Chrysopidae adultes en Europe.

## Lutte biologique
Dans les champs agricoles, la présence et la persistance des chrysopes dépendent de la disponibilité des proies mais également de la composition végétale des habitats adjacents des cultures. À cause de leur voracité, certaines espèces de chrysope sont utilisées comme agents de contrôle dans les cultures. Les larves peuvent s'alimenter de plus d'une centaine de pucerons par semaine. Cependant, ce niveau de prédation n'est pas applicable à toutes les espèces et certaines ne s'alimenteront que d'une centaine de proies pendant l'entièreté de leur cycle. On retrouve donc des élevages commerciaux de ces insectes prédateurs. Les chrysopes sont distribuées sous forme d'œufs car les larves étant très prédatrices, risqueraient de se cannibaliser durant le transport.
Les recherches se poursuivent afin d'améliorer l'utilisation de ces insectes en agriculture. Jusqu'à maintenant, les chrysopes utilisées à cet effet sont surtout les espèces du genre Chrysoperla et l'espèce Mallada signatus.

## Classification
Les Chrysopidae se divisent en trois sous-familles : Apochrysinae, Chrysopinae et Nothochysinae.
Sous-famille des Apochrysinae
- Genre Apochrysa Navás, 1913 (incluant Anapochrysa, Lauraya, Nacaura, Oligochrysa et Synthochrysa)
- Genre Demenechus  Navás, 1913
- Genre Joguina  Navás, 1913 (incluant Lainius)
- Genre Loyola Navás, 1913 (incluant Claverina)
- Genre Nobilinus Navás
- Genre Nothancyla Navás, 1910
- Genre Pimachrysa Adams, 1957

Sous-famille des Nothochrysinae
- Asthenochrysa Adams & Penny, 1992.
- Dictyochrysa Esben-Petersen, 1917
- Hypochrysa Hagen, 1866 (incluant Kimochrysa)
- Nothochrysa McLachlan, 1868
- Pamochrysa Tjeder, 1966
- Triplochrysa Kimmins, 1952

Sous-famille des Chrysopinae
Ankylopterygini
- Ankylopteryx Brauer, 1864
- Parankylopteryx Tjeder, 1966
- Retipenna Brooks, 1986
- Semachrysa Brooks, 1983
- Signochrysa Brooks & Barnard, 1990

Belonopterygini
- Abachrysa Banks, 1938
- Belonopteryx Gerstaecker, 1863
- Calochrysa Banks, 1943
- Chrysacanthia Lacroix, 1923
- Chrysaloysia Navas, 1928
- Dysochrysa Tjeder, 1966
- Evanochrysa Brooks & Barnard, 1990
- Italochrysa Principi, 1946
- Nacarina Navás, 1915
- Nesochrysa Navás, 1910
- Nodochrysa Banks, 1938
- Oyochrysa Brooks, 1985
- Stigmachrysa Navás, 1925
- Turnerochrysa Kimmins, 1935

Leucochrysini
- Berchmansus Navás, 1913
- Cacarulla Navas, 1910
- Gonzaga Navás, 1913
- Leucochrysa Banks, 1950 (including Nodita)
- Neula Navás, 1914
- Nuvol (information manquante)
- Santocellus Tauber & Albuquerque, 2008
- Vieira Navás, 1913

Chrysopini
- Anomalochrysa McLachlan, 1883
- Apertochrysa Tjeder, 1966
- Atlantochrysa Hölzel, 1970
- Austrochrysa Esben-Petersen, 1928
- Borniochrysa Brooks & Barnard, 1990
- Brinckochrysa Tjeder, 1966
- Ceraeochrysa Adams, 1982
- Ceratochrysa Tjeder, 1966
- Chrysemosa Brooks & Barnard, 1990
- Chrysocerca Weele, 1909
- Chrysopa Leach in Brewster, 1815
- Chrysoperla Steinmann, 1964
- Chrysopidia Navás, 1911
- Chrysopodes Navás, 1913
- Cunctochrysa Hölzel, 1970
- Dichochrysa Yang, 1991
- Eremochrysa Banks, 1903
- Glenochrysa Esben-Petersen, 1920
- Himalochrysa Hölzel, 1973
- Kostka Navás, 1913
- Mallada Navás, 1925
- Meleoma Fitch, 1855
- Nineta Navás, 1912
- Parachrysopiella Brooks & Barnard, 1990
- Peyerimhoffina Lacroix, 1920
- Plesiochrysa Adams, 1982
- Rexa Navás, 1920
- Suarius Navás, 1914
- Tumeochrysa Needham, 1909
- Ungla Navás, 1914
- Yumachrysa Banks, 1950

## Espèces à découvrir
- Chrysopa perla
- Chrysoperla carnea
- Chrysoperla rufilabris
- Nothochrysa fulviceps
- Hypochrysa elegans